# Élections législatives vanuataises de 1987
Des élections législatives eurent lieu au Vanuatu le 30 novembre 1987. La législature élue en 1983 était en effet arrivée au terme de son mandat. Le nombre de sièges au Parlement (monocaméral) avait en outre été accru, de trente-neuf à quarante-six.

## Contexte

### Principaux partis
| Partis ou coalitions | Partis ou coalitions     | Dirigeants        | Résultats en 1983          |
| -------------------- | ------------------------ | ----------------- | -------------------------- |
|                      | Vanua'aku Pati           | Walter Lini       | 55,05 % des voix 24 sièges |
|                      | Union des Partis modérés | Vincent Boulekone | 28,64 % des voix 12 sièges |

## Résultats

### Nationaux
| Parti                    | Parti                            | Voix   | %     | +/-  | Sièges | +/-           |
| ------------------------ | -------------------------------- | ------ | ----- | ---- | ------ | ------------- |
|                          | Vanua'aku Pati                   | 26 617 | 47,28 | 7,77 | 26     | 2             |
|                          | Union des partis modérés         | 22 443 | 39,87 | 8,61 | 19     | 6             |
|                          | Nouveau parti populaire          | 1 418  | 2,52  | Nv   | 0      | en stagnation |
|                          | Parti fraternel mélanésien       | 1 119  | 1,99  | 0,31 | 1      | en stagnation |
|                          | Parti démocrate national         | 879    | 1,56  | Nv   | 0      | en stagnation |
|                          | Nagriamel                        | 766    | 1,36  | 1,48 | 0      | 1             |
|                          | Parti de l'Alliance indépendante | 442    | 0,79  | 3,15 | 0      | en stagnation |
|                          | Parti travailliste du Vanuatu    | 322    | 0,57  | Nv   | 0      | en stagnation |
|                          | Indépendants                     | 2 288  | 4,06  | 0,56 | 0      | en stagnation |
|                          |                                  |        |       |      |        |               |
| Votes valides            | Votes valides                    | 56 294 | 99,33 |      |        |               |
| Votes blancs et nuls     | Votes blancs et nuls             | 382    | 0,67  |      |        |               |
| Total                    | Total                            | 56 676 | 100   | –    | 46     | 7             |
| Abstentions              | Abstentions                      | 22 437 | 28,36 |      |        |               |
| Inscrits / participation | Inscrits / participation         | 79 113 | 71,64 |      |        |               |

### Analyse
Le Vanua'aku Pati, parti socialiste à dominante anglophone au pouvoir depuis 1979, est reconduit avec une majorité absolue des sièges, permettant à son dirigeant Walter Lini de conserver le poste de Premier ministre. L'Union des Partis modérés (UPM), plutôt conservateur et à dominante francophone, remporte l'ensemble des autres sièges sauf un, s'affirmant comme la seule force d'opposition parlementaire,. 
En 1983, trois autres partis -Nagriamel, Namangi-Aute et le Parti fren mélanésien (PFN)- avaient obtenu un siège chacun. Les trois députés concernés sont tous réélus en 1987, mais ceux du Nagriamel et de Namangi-Aute (Harry Karaeru et Adrien Maléré) le sont avec l'étiquette de l'UPM ; le député du PFN, René Luc, est apparenté à l'UPM.

### Résultats par circonscription
Les résultats sont les suivants :
Ambae / Maewo : 3 députés
| Candidat         | Parti | Parti     | Voix | % | Résultat      |
| ---------------- | ----- | --------- | ---- | - | ------------- |
|                  |       |           |      |   |               |
| Onneyn Tahi      |       | VP        | 884  |   | réélu         |
| Samson Bue       |       | UPM       | 772  |   | élu           |
| Harold Qualao    |       | VP        | 766  |   | élu           |
| Amos Bangabiti   |       | UPM       | 641  |   | sortant battu |
| John Tari Morris |       | Nagriamel | 249  |   |               |
| James Mera       |       | VP        | 232  |   |               |
| James Horo       |       | NPP       | 94   |   |               |

Ambrym : 2 députés
| Candidat       | Parti | Parti | Voix | % | Résultat |
| -------------- | ----- | ----- | ---- | - | -------- |
|                |       |       |      |   |          |
| Amos Andeng    |       | UPM   | 1469 |   | élu      |
| Jack Hopa      |       | VP    | 863  |   | réélu    |
| Andrew Welwel  |       | VP    | 654  |   |          |
| Kevin Jonathan |       | PND   | 40   |   |          |

Autres îles du sud : 1 député
| Candidat        | Parti | Parti          | Voix | % | Résultat |
| --------------- | ----- | -------------- | ---- | - | -------- |
|                 |       |                |      |   |          |
| Edward Natapei  |       | VP             | 606  |   | réélu    |
| Christophe Léyé |       | UPM            | 461  |   |          |
| John Naupa      |       | sans etiquette | 40   |   |          |

îles Banks et Torrès : 2 députés
| Candidat       | Parti | Parti          | Voix | % | Résultat      |
| -------------- | ----- | -------------- | ---- | - | ------------- |
|                |       |                |      |   |               |
| Charles Godden |       | VP             | 793  |   | réélu         |
| Luke Dini      |       | UPM            | 703  |   | élu           |
| Derek Vanva    |       | VP             | 551  |   |               |
| Norman Roslyn  |       | sans étiquette | 264  |   | sortant battu |

Éfaté rurale : 4 députés
| Candidat               | Parti | Parti              | Voix | % | Résultat |
| ---------------------- | ----- | ------------------ | ---- | - | -------- |
|                        |       |                    |      |   |          |
| Andes Jacques Carlot   |       | UPM                | 1086 |   | élu      |
| Joël Mansale           |       | UPM                | 1074 |   | réélu    |
| Donald Kalpokas        |       | VP                 | 934  |   | réélu    |
| Jimmy Meto             |       | VP                 | 1076 |   | élu      |
| Tele Taun              |       | VP                 | 912  |   |          |
| James Kenneth Satungia |       | Parti travailliste | 244  |   |          |
| Edith Matautotau       |       | PND                | 117  |   |          |

Épi : 1 député
| Candidat      | Parti | Parti | Voix | % | Résultat |
| ------------- | ----- | ----- | ---- | - | -------- |
|               |       |       |      |   |          |
| Jimmy Simon   |       | VP    | 790  |   | réélu    |
| Jack Waiwo    |       | UPM   | 442  |   |          |
| Reggie Robert |       | NPP   | 206  |   |          |

Luganville : 2 députés
| Candidat        | Parti | Parti              | Voix | % | Résultat |
| --------------- | ----- | ------------------ | ---- | - | -------- |
|                 |       |                    |      |   |          |
| Alfred Maseng   |       | UPM                | 1063 |   | réélu    |
| William Edgell  |       | VP                 | 542  |   | élu      |
| Willie Arusiro  |       | VP                 | 386  |   |          |
| Joel Cyrus      |       | PAI                | 169  |   |          |
| Noel Takau      |       | NPP                | 98   |   |          |
| Thomas Reynolds |       | Parti travailliste | 31   |   |          |

Malekula : 6 députés
| Candidat               | Parti | Parti          | Voix | % | Résultat |
| ---------------------- | ----- | -------------- | ---- | - | -------- |
|                        |       |                |      |   |          |
| Anatole Lingtamat      |       | VP             | 1229 |   | élu      |
| Sethy Regenvanu        |       | VP             | 1072 |   | réélu    |
| Adrien Maléré          |       | UPM            | 926  |   | réélu    |
| Paul Telukluk          |       | UPM            | 890  |   | élu      |
| Aileh Rantes           |       | VP             | 881  |   | réélu    |
| Simeon Ennis           |       | VP             | 822  |   | élu      |
| Aimé Maléré            |       | UPM            | 685  |   |          |
| Willion Willy          |       | VP             | 599  |   |          |
| Fidel Fabian           |       | UPM            | 488  |   |          |
| Edson David            |       | PND            | 331  |   |          |
| Fred Nacisse           |       | PFM            | 277  |   |          |
| Jerry Donabit          |       | NPP            | 155  |   |          |
| Holligson Issachar     |       | PND            | 91   |   |          |
| Jean-Baptiste Maleksan |       | sans étiquette | 9    |   |          |

Paama : 1 député
| Candidat      | Parti | Parti | Voix | % | Résultat |
| ------------- | ----- | ----- | ---- | - | -------- |
|               |       |       |      |   |          |
| William Mahit |       | VP    | 553  |   | élu      |
| Maël William  |       | UPM   | 524  |   |          |

Pentecôte : 4 députés
| Candidat          | Parti | Parti          | Voix | % | Résultat |
| ----------------- | ----- | -------------- | ---- | - | -------- |
|                   |       |                |      |   |          |
| Walter Lini       |       | VP             | 1392 |   | réélu    |
| Vincent Boulekone |       | UPM            | 1094 |   | réélu    |
| Gaetano Bulewak   |       | UPM            | 849  |   | élu      |
| Basile Tabi       |       | VP             | 620  |   | élu      |
| Luke Fargo        |       | VP             | 572  |   |          |
| Job Tabi          |       | sans étiquette | 159  |   |          |
| Frazer Sine       |       | NPP            | 83   |   |          |

Port-Vila : 5 députés
| Candidat          | Parti | Parti              | Voix | % | Résultat      |
| ----------------- | ----- | ------------------ | ---- | - | ------------- |
|                   |       |                    |      |   |               |
| Maxime Carlot     |       | UPM                | 999  |   | réélu         |
| Willie Jimmy      |       | UPM                | 945  |   | réélu         |
| Maria Crowby      |       | UPM                | 671  |   | élue          |
| Hilda Lini        |       | VP                 | 602  |   | élue          |
| Barak Sopé        |       | VP                 | 524  |   | réélu         |
| Kalpokor Kalsakau |       | VP                 | 520  |   | sortant battu |
| Albert Sande      |       | VP                 | 343  |   | sortant battu |
| Frank Abel        |       | NPP                | 175  |   |               |
| Franck Spooner    |       | PND                | 139  |   |               |
| George Kalsakau   |       | Parti travailliste | 38   |   |               |

Santo rurale / Malo / Aore : 6 députés
| Candidat       | Parti | Parti     | Voix | % | Résultat |
| -------------- | ----- | --------- | ---- | - | -------- |
|                |       |           |      |   |          |
| Sela Molisa    |       | VP        | 1250 |   | réélu    |
| Serge Vohor    |       | UPM       | 1093 |   | réélu    |
| Harry Karaeru  |       | UPM       | 946  |   | réélu    |
| René Luc       |       | PFM       | 842  |   | réélu    |
| Andrew Molieno |       | UPM       | 807  |   | élu      |
| Kavcor Wass    |       | VP        | 750  |   | élu      |
| Sarki Robert   |       | VP        | 715  |   |          |
| Thomas Reuben  |       | PAI       | 273  |   |          |
| James Tangis   |       | Nagriamel | 264  |   |          |
| Dom Dimala     |       | Nagriamel | 253  |   |          |

îles Shepherd : 2 députés
| Candidat      | Parti | Parti | Voix | % | Résultat |
| ------------- | ----- | ----- | ---- | - | -------- |
|               |       |       |      |   |          |
| David Karie   |       | VP    | 531  |   | élu      |
| Fred Timakata |       | VP    | 419  |   | réélu    |
| Raymond Clay  |       | UPM   | 376  |   |          |
| Jimmy Tasso   |       | NPP   | 293  |   |          |
| Api Toara     |       | PND   | 161  |   |          |

Tanna : 6 députés
| Candidat        | Parti | Parti              | Voix | % | Résultat      |
| --------------- | ----- | ------------------ | ---- | - | ------------- |
|                 |       |                    |      |   |               |
| Henry Iouiou    |       | VP                 | 1120 |   | élu           |
| Iaris Nanun     |       | UPM                | 1059 |   | élu           |
| Iolu Abil       |       | VP                 | 1040 |   | élu           |
| Keasipai Song   |       | UPM                | 1000 |   | élu           |
| Daniel Iamiaham |       | VP                 | 961  |   | élu           |
| Kawai Thompson  |       | UPM                | 646  |   | réélu         |
| Nango Charley   |       | UPM                | 573  |   |               |
| Willie Korisa   |       | sans étiquette     | 510  |   | sortant battu |
| Silas Iaunam    |       | sans étiquette     | 449  |   |               |
| Jonathan Jimmy  |       | sans étiquette     | 423  |   |               |
| Tom Numake      |       | sans étiquette     | 183  |   |               |
| Jeffrey Lahva   |       | NPP                | 164  |   |               |
| Kapum Jack      |       | sans étiquette     | 35   |   | sortant battu |
| Willie Ioba     |       | Parti travailliste | 9    |   |               |

## Suites
En 1988, cinq députés emmenés par Barak Sopé quittent le Vanua'aku Pati et créent le Parti progressiste mélanésien. Ces cinq députés sont expulsés du Parlement le 24 juillet 1988 par le président du Parlement, Onneyn Tahi, à la demande du gouvernement Lini, invoquant une loi de 1983 qui rend vacants les sièges de députés qui changent de parti politique en cours de législature. Barak Sopé ainsi que Maxime Carlot (nouveau chef du l'Union des partis modérés) qualifient alors Walter Lini de « dictateur », et dix-huit des vingt députés de l'UPM boycottent le Parlement. Le 27 juillet, ayant été absents du Parlement trois jours consécutifs, ces dix-huit députés sont expulsés à leur tour par Onneyn Tahi, qui considère qu'ils ont démissionné de leur mandat. En septembre, la Cour suprême confirme la légalité de la destitution de ces vingt-trois députés, ouvrant la voie à la tenue d'élections partielles. Les deux seuls députés UPM qui ne sont pas expulsés sont Vincent Boulekone et Gaetano Bulewak, qui ont refusé la stratégie de boycott de l'UPM. Exclus par contre du parti, ils re-fondent l'Union tan,.
Les élections partielles de 1988 et 1989 sont boycottées par l'UPM et par le Parti progressiste mélanésien, et très largement remportées par le Vanua'aku Pati.